# دايفيد هامونز
دايفيد هامونز (بالإنجليزية: David Hammons)‏ هو فنان تنصيبي وفنان أمريكي، ولد في 24 يوليو 1943 في سبرينغفيلد في الولايات المتحدة.